# Soledad Becerril
Pour les articles homonymes, voir Becerril (homonymie).
María Soledad Becerril Bustamante est une femme politique espagnole ayant appartenu à l'Union du centre démocratique (UCD) puis au Parti populaire (PP), née le 16 août 1944 à Madrid.
Élue députée en 1977, elle intègre deux ans plus tard le bureau du Congrès des députés, puis elle est nommée ministre de la Culture entre 1981 et 1982. En 1987, elle échoue aux élections municipales à Séville, dont elle est désignée première adjointe au maire en 1991, puis maire, quatre ans plus tard.
En 1999, elle est contrainte d'abandonner son mandat municipal, mais devient, en 2000, vice-présidente du Congrès. Passée au Sénat en 2004, elle retrouve son mandat de députée en 2008, puis quitte la vie politique en 2011. Toutefois, en 2012, elle est choisie comme Défenseur du peuple.

## Biographie

### Formation et carrière
Elle est titulaire d'une licence de philosophie et de lettres, spécialisée en philologie anglaise, obtenue à l'université de Madrid. Ayant complété son cursus pendant un an à l'université Columbia, elle enseigne par la suite la langue anglaise à l'université de Séville. Dans cette même ville, elle a fondé La Ilustración Regional, une revue d'informations.

### Débuts politiques sous la Transition
En 1974, elle adhère à la Fédération des partis démocrates et libéraux, avant de rejoindre le Parti démocrate d'Andalousie, qui intègre l'Union du centre démocratique (UCD), sous les couleurs de laquelle est élue députée de Séville au Congrès des députés, lors des élections constituantes du 15 juin 1977. Après les élections générales du 1er mars 1979, elle est désignée troisième secrétaire du Congrès, ayant obtenu 57 suffrages lors de la session d'ouverture de la législature, le 23 mars.

### Ministre de la Culture et cadre de l'UCD
Le 2 décembre 1981, alors qu'elle est fortement pressentie pour remplacer Félix Manuel Pérez Miyares à la présidence de l'UCD d'Andalousie (UCD-A), elle est nommée ministre de la Culture dans le gouvernement de Leopoldo Calvo-Sotelo, étant alors la première femme à intégrer le gouvernement espagnol depuis la IIe République. Sa nomination est saluée par Federica Montseny, première femme ministre en Espagne, et relativement critiquée par le Parti socialiste ouvrier espagnol (PSOE) et l'Alliance populaire (AP).
Elle est élue, le 30 janvier 1982, présidente de l'UCD-A par 90,3 % des voix lors du IIe congrès régional, organisé à Torremolinos, après un discours virulent contre l'AP, le PSOE et le Parti communiste d'Espagne. Dans son premier rapport au conseil des ministres, le 9 mars suivant, elle demande que son budget soit accru de plus de 50 %, en expliquant que la priorité donnée à la culture doit être aussi grande que celle accordée à la défense, à l'éducation, à la santé, et que « la stabilité démocratique est impensable sans une culture solide ».
Après l'échec des centristes aux élections régionales andalouses du 23 mai 1982, elle propose sa démission de la présidence de l'UCD d'Andalousie, qui est refusée par le comité exécutif régional. Environ quatre mois plus tard, à la demande de Leopoldo Calvo-Sotelo et Landelino Lavilla, elle se présente aux élections générales anticipées du 28 octobre, à Séville, en deuxième position sur la liste du ministre des Finances, Jaime García Añoveros. La liste ne remporte toutefois que 3,7 % des voix et aucun siège.

### Figure politique de Séville
Après la disparition de l'UCD, elle n'intègre aucun parti de centre droit. Pourtant, le 24 mars 1987, l'AP annonce qu'elle sera tête de liste aux élections municipales du 10 juin suivant à Séville, en tant qu'indépendante. Avec 24,6 % des voix et 8 sièges sur 31, elle obtient la deuxième place, derrière le PSOE. Elle adhère finalement au Parti populaire (PP), successeur de l'AP, le 7 février 1989.
Choisie, en septembre suivant, comme tête de liste dans la province de Séville pour les élections générales du 29 octobre, elle retrouve alors son mandat au Congrès des députés, puis est élue présidente provinciale du PP le 25 février 1990, par 81,9 % des voix, avec le soutien actif du président national du parti, José María Aznar. À nouveau tête de liste pour les municipales du 26 mai 1991, elle termine troisième, ne remportant que 24,4 % des voix et 8 sièges, soit un de moins que la liste du Parti andalou, dirigée par Alejandro Rojas-Marcos. Elle propose à ce dernier un « pacte de gouvernement stable », basé sur cinq points essentiels comme l'insécurité, le logement, le métro, affirmant que 52 % des votants ont refusé la candidature du socialiste Luis Yáñez. Initialement, le candidat régionaliste refuse, ayant en souvenir l'effet négatif de son alliance avec l'UCD au début du processus de régionalisation, avant de s'y montrer « globalement » favorable et d'indiquer qu'en cas d'alliance, des membres du PP intégreraient la direction du conseil municipal. Elle est alors investie première adjointe, puis annonce, en juillet 1993, qu'elle ne se représentera pas à la présidence du PP dans la province de Séville lors du congrès, prévu au mois d'octobre suivant.

### Maire de Séville avec le PP
Le 10 novembre 1994, Soledad Becerril est de nouveau choisie comme tête de liste, pour les municipales du 28 mai 1995, alors que les analystes attendaient soit la candidature de Javier Arenas, soit le choix d'un indépendant reconnu, afin d'affronter le potentiel candidat socialiste et ancien président de la Junte d'Andalousie, José Rodríguez de la Borbolla. À une semaine du scrutin, les observateurs sont convaincus que, même en cas de victoire, elle va se résoudre à soutenir de nouveau Rojas-Marcos afin d'empêcher l'élection de son adversaire socialiste, même si elle affirme le contraire. Cette fois-ci, avec 30,4 % des voix et 10 élus sur 33, elle arrive en tête du scrutin. Grâce à un accord avec le PA, elle est investie maire de la capitale andalouse le 17 juin, son prédécesseur la remplaçant au poste de premier adjoint.
Elle présente, l'année suivante, la candidature de la ville à l'organisation des Jeux olympiques d'été de 2004. Son dossier n'est finalement pas retenu en mars 1997, mais elle obtient, deux semaines plus tard, l'organisation des championnats du monde d'athlétisme de 1999, ce qui constituait son second objectif. En 1998, elle signe un accord avec le gouvernement régional, afin de lutter contre et supprimer les bidonvilles de Séville. À la fin de cette même année, après un an de blocage, elle participe à la mise en place d'un groupe de travail avec le gouvernement andalou, sur la relance du projet de métro.
Désignée, le 4 mars 1999, candidate à sa propre succession par le PP de Séville pour les élections du 13 juin, sa liste remporte 35,9 % des suffrages et 13 sièges sur 33, soit un de plus que la liste socialiste conduite par Alfredo Sánchez Monteseirín. Une semaine après le scrutin, son premier adjoint et président du Parti andalou annonce qu'il négociera d'abord avec les conservateurs, car ils sont arrivés en tête. Toutefois, face à ce qu'ils considèrent comme de l'intransigeance, les régionalistes préfèrent s'associer au PSOE, permettant l'élection, le 3 juillet, de Monteseirín.

### Retour sur la scène politique nationale
À l'occasion des élections générales du 12 mars 2000, elle est placée en deuxième position sur la liste du PP dans la province de Séville, derrière le secrétaire général du parti, Javier Arenas, alors que le PSOE a choisi pour emmener sa liste l'ancien président du gouvernement, Felipe González, et son ancien vice-président, Alfonso Guerra. Réélue au Congrès, où elle siège depuis 1989, elle est désignée troisième vice-présidente du bureau le 5 avril, sous la présidence de Luisa Fernanda Rudi. Elle remet, huit jours plus tard, sa démission du conseil municipal de Séville, expliquant que « le travail au Congrès ne [lui] permettra pas de bien remplir, chaque jour, ses obligations à la mairie ». Aux élections générales du 14 mars 2004, elle est élue sénatrice de la province de Séville.

### Refus des municipales à Séville en 2007
Décorée de la médaille d'Andalousie le 28 février 2006, par le président socialiste, Manuel Chaves, elle est approchée, trois mois plus tard, par Arenas, désormais président du PP d'Andalousie (PP-A), pour se présenter de nouveau à la mairie de Séville, les conservateurs jugeant ses chances de victoire plus élevées que celles de Jaime Raynaud, candidat en 2003 et porte-parole du groupe PP au conseil municipal. Le 23 juin, Arenas annonce à Raynaud, en présence de Juan Ignacio Zoido, secrétaire général du PP-A qu'il a choisi Becerril, provoquant la démission de ce dernier, et ce alors qu'elle n'a encore donné aucune réponse. Elle fait finalement connaître son refus, amenant à la désignation de Zoido cinq jours plus tard. Elle explique par la suite qu'elle a refusé cette proposition car « la rénovation est bonne, au contraire de la perpétuation » et que sa vie municipale est désormais « derrière elle ».

### Fin de carrière politique
Elle est désignée, le 16 janvier 2008, tête de liste dans la province de Séville pour les élections générales du 9 mars, après le choix d'Arenas de se présenter aux élections régionales andalouses contre Chaves, qui se tiennent au même moment, cette nomination étant dictée par sa grande notoriété, à l'inverse du second choix du PP-A, Ricardo Tarno. Dans une interview, accordée le 29 février suivant, elle explique qu'elle était en train de mettre fin à sa vie politique, mais qu'elle n'a pu refuser l'offre de Mariano Rajoy de diriger la liste du PP. Le 8 septembre 2011, devant le comité directeur provincial du parti, elle annonce qu'elle ne compte pas être de nouveau candidate aux élections générales du 20 novembre, expliquant qu'il faut « renouveler les énergies » et qu'elle a déjà passé beaucoup de temps au niveau parlementaire et municipal.

### Défenseur du peuple
Cependant, le 29 juin 2012, elle est choisie comme candidate commune du Parti populaire et du Parti socialiste ouvrier espagnol au poste de Défenseur du peuple. Après avoir reçu 264 voix sur 307 au Congrès des députés le 17 juillet et 221 voix sur 241 au Sénat le lendemain, elle prête serment le 23 juillet, promettant d'éviter les affrontements, d'agir « face aux administrations, non contre elles » et de défendre tous les Espagnols, sans distinction.
Elle annonce le 5 juin, à six semaines de la fin de son mandat, qu'elle n'en sollicitera pas le renouvellement. À partir du 21 juillet, l'intérim est exercé par Francisco Fernández Marugán, son premier adjoint et ex-député socialiste.

### Vie privée
Fille de Enrique Becerril y Antón-Miralles et María Bustamante y Polo de Bernabé, elle est la plus jeune d'une fratrie de quatre. Elle est mariée avec Rafael de Atienza y Medina, marquis de Salvatierra, et mère de deux enfants.